# Michelle Trachtenberg
Michelle Christine Trachtenberg (Nova Iorque, 11 de outubro de 1985 – Nova Iorque, 26 de fevereiro de 2025) foi uma atriz, dubladora e modelo americana. Tornou-se conhecida por seus papéis nos filmes A Pequena Espiã e Inspetor Bugiganga e nas séries de TV Buffy, a Caça-Vampiros e Gossip Girl. Recentemente ganhou destaque por suas participações nos filmes EuroTrip - Passaporte para a Confusão, Sonhos no Gelo e 17 outra vez.

## Biografia
Trachtenberg nasceu no dia 11 de outubro de 1985, na cidade de Nova Iorque, é a mais nova das duas filhas de Lana, uma gerente de banco, e Michael Trachtenberg, um engenheiro de fibra óptica. Seu pai é alemão e sua mãe é russa, e ela era de ascendência judaica de seus avós que vivem em Israel, a nação judaica. Ela foi criada com sua irmã mais velha Irene em Sheepshead Bay, Brooklyn, onde frequentou a escola secundária, The Academy Bay para as Artes e Ciências. Mais tarde, ela frequentou a Notre Dame High School em Sherman Oaks, Califórnia.
Ela disse em uma entrevista posterior e nas redes sociais que sofreu bullying na escola. Ela foi uma representante da juventude no lançamento de uma campanha antidrogas com o presidente Bill Clinton.

## Carreira
Iniciou sua carreira em 1988 (aos três anos), através de um comercial de TV. A partir daí, além de seguir com comerciais (mais de cem), Michelle desenvolveu uma consistente carreira de atriz, participando de muitos filmes de TV e cinema, às vezes como protagonista.
Seu primeiro papel de destaque foi como a protagonista do filme Harriet the Spy, em 1996. Em seguida, se destacou como Penny no filme Inspector Gadget, em 1999.
Em 2000, ela alcançou o estrelato como Dawn, irmã mais nova de Buffy (Sarah Michelle Gellar) na série Buffy the Vampire Slayer, um grande sucesso da televisão americana. Permaneceu no seriado até seu fim, em 2003, quando ela completou dezoito anos. Depois disso, partiu para papéis mais adultos, destacando-se em EuroTrip, filme de 2004, e Ice Princess, de 2005.
Atuou com frequência em diversas mídias, como filmes de cinema e TV, seriados televisivos, comerciais e videoclipes. Além disso, sempre se preocupou com sua educação e se empenhou na participação em entidades e campanhas beneficentes. Michelle Trachtenberg quase foi a Bella na Saga Crepúsculo, papel que ficou com Kristen Stewart.

## Morte
Trachtenberg foi encontrada inconsciente por sua mãe no seu apartamento em Nova Iorque pela manhã de 26 de fevereiro de 2025. Segundo a ABC News, ela havia passado por um transplante de fígado pouco antes de morrer, e estava enfrentando complicações. Em abril foi confirmado pelo gabinete do médico legista chefe da cidade de Nova Iorque que a atriz morreu por complicações de diabetes.

## Filmografia

### Cinema
| Filme | Tíulo original               | Título em português                                                   | Personagem          |
| ----- | ---------------------------- | --------------------------------------------------------------------- | ------------------- |
| 1995  | Melissa                      |                                                                       | Lena                |
| 1996  | Harriet the Spy              | br: A Pequena Espiã / pt: Harriet, a Pequena Espia                    | Harriet             |
| 1998  | Richie Rich's Christmas Wish | br: As Novas Aventuras de Riquinho / pt: Riquinho e o Desejo de Natal | Glória              |
| 1999  | Inspector Gadget             | br: Inspetor Bugiganga                                                | Penny               |
| 2002  | Can't Be Heaven              |                                                                       | Julie               |
| 2004  | EuroTrip                     | br: Passaporte Para a Confusão                                        | Jenny               |
| 2004  | Mysterious Skin              | br: Mistérios da Carne / pt: Mysterious Skin - Pele Misteriosa        | Wendy               |
| 2005  | Ice Princess                 | br: Sonhos no Gelo                                                    | Casey               |
| 2006  | Black Christmas              | br: Natal Negro / pt: A Noite do Terror                               | Melissa             |
| 2006  | Beautiful Ohio               |                                                                       | Sandra              |
| 2009  | Against the Current          | br: Contracorrente                                                    | Suzanne             |
| 2009  | 17 Again                     | br: 17 Outra Vez / pt: 17 Anos, Outra Vez!                            | Maggie              |
| 2010  | Cop Out                      | br: Tiras em Apuros / pt: Não Chamem a Polícia!                       | Ava                 |
| 2011  | Take Me Home Tonight         | br: Uma Noite Mais Que Louca / pt: Uma Noite Desastrosa               | Ashley              |
| 2013  | Sexy Evil Genius             | br: A Vingança de Nikki                                               | Miranda             |
| 2014  | The Scribbler                |                                                                       | Alice               |
| 2017  | The Christmas Gift           |                                                                       | Meggan              |
| 2024  | Spyral                       |                                                                       | Michelle Cody White |

### Televisão
| Ano       | Título Original                                   | Título em português                | Personagem                                            | Notas       |
| --------- | ------------------------------------------------- | ---------------------------------- | ----------------------------------------------------- | ----------- |
| 1991      | Law & Order                                       | br: Lei e Ordem                    | Dinah                                                 | Série       |
| 1993-1996 | All My Children                                   |                                    | Lilly                                                 | Série       |
| 1993      | Clarissa Explains It All                          | br: Clarissa                       | Elsie                                                 | Série       |
| 1994-1996 | The Adventures of Pete & Pete                     | br: Pete & Pete                    | Nona                                                  | Série       |
| 1996      | Christmas in My Hometown                          | br: Desafio de Natal               | Noelle                                                | Filme       |
| 1996      | Dave's World                                      |                                    | Angela                                                | Série       |
| 1996      | Space Cases                                       |                                    |                                                       | Série       |
| 1997      | Meego                                             |                                    | Maggie                                                | Série       |
| 1998      | Guys Like Us                                      |                                    | Katie                                                 | Série       |
| 1998      | Richie Rich's Christmas Wish                      | br: As Novas Aventuras de Riquinho | Gloria                                                | Filme (DVD) |
| 2000-2003 | Buffy the Vampire Slayer                          | br: Buffy: A Caça-Vampiros         | Dawn Summers                                          | Série       |
| 2000      | A Father's Choice                                 | br: Difícil Decisão                | Kelly                                                 | Filme       |
| 2001      | Truth or Scare                                    | br: Verdade ou Pesadelo            | Narradora                                             | Série       |
| 2004      | "Echo" (Trapt)                                    |                                    |                                                       | Videoclipe  |
| 2004      | Six Feet Under                                    | br: A Sete Palmos                  | Celeste                                               | Série       |
| 2005      | House MD                                          | br: Dr. House                      | Melinda                                               | Série       |
| 2005      | The Dive from Clausen's Pier                      | br: Mergulho no Escuro             | Carrie                                                | Filme       |
| 2005      | "Tired of Being Sorry" (Ringside)                 |                                    |                                                       | Videoclipe  |
| 2006      | Robot Chicken                                     | br: Frango Robô                    | Dina Lohan/Mulher da limpeza/Vítima do assalto/ (voz) | Programa    |
| 2006      | Law & Order: Criminal Intent                      |                                    | Lisa                                                  | Série       |
| 2006      | "This Ain't A Scene, It's An Arms" (Fall Out Boy) |                                    |                                                       | Videoclipe  |
| 2007      | Robot Chicken                                     | br: Frango Robô                    | Mulher/Esposa (voz)                                   | Programa    |
| 2007      | The Hill                                          |                                    | Maggie                                                | Filme       |
| 2008      | Dragonlance: Dragons of Autumn Twilight           |                                    | Tika (voz)                                            | Filme (DVD) |
| 2008      | The Circuit                                       |                                    | Kylie                                                 | Filme       |
| 2007-2012 | Gossip Girl                                       | br: Gossip Girl - A Garota do Blog | Georgina Sparks                                       | Série       |
| 2009-2010 | Marvel Super Hero Squad Show                      |                                    | Valkyrie (voz)                                        | Série       |
| 2009-2010 | Mercy                                             |                                    | Chloe                                                 | Série       |
| 2010      | DC Showcase: Jonah Hex                            |                                    | Bar Girl (voz)                                        | Curta       |
| 2010      | DC Showcase Original Shorts Collection            |                                    | Bar Girl (voz)                                        | Curta       |
| 2011      | Love Bites                                        |                                    | Jodie                                                 | Série       |
| 2011      | Robot Chicken                                     | br: Frango Robô                    | Urso Gummy (voz)                                      | Programa    |
| 2011      | Weeds                                             | br: Weeds                          | Emma Karlin                                           | Série       |
| 2013      | Criminal Minds                                    | br: Mentes Criminosas              | Diane Turner                                          | Série       |